# Línea de alta velocidad Bretaña-Países del Loira
La Línea de alta velocidad Bretana-Países del Loira es la prolongación de la Línea de alta velocidad Atlantique de 182 km hacia Rennes y Nantes más 32 km de conexiones. El 28 de julio de 2011 el gobierno francés firmó un acuerdo público privado con el grupo de obras públicas. La alianza Eiffage Rail Express, filial de Eiffage, financia las obras por una cantidad de 3,4 mil millones de euros y durante 25 años percibirá un canon (peaje) de RFF. Las obras se iniciaron a finales de 2012, y fue puesta en servicio el  2 de julio de 2017.

## Historia
El 19 de junio de 2009 fue anunciada la recepción de ofertas para la construcción de la línea por parte de tres oferentes. un consorcio liderado por Bouygues TP, Eiffage, y otro consorcio liderado por Vinci Concessions. El 18 de enero de 2011 se anunció que Eiffage había ganado la licitación.
Eiffage y RFF esperaban firmar el acuerdo respectivo durante el primer trimestre de 2011, pero finalmente se firmó en julio de 2011.

## Construcción
La construcción de LGV se inició oficialmente el 27 de julio de 2012 después de una ceremonia a la que asistieron el presidente de RFF, Hubert du Mesnil y el director general de Eiffage, Pierre Berger, así como otros funcionarios.
Algunos elementos de la construcción de se contrataron con otras empresas. La empresa italiana de ingeniería de transporte Ansaldo STS proporcionó la infraestructura de señalización de la línea bajo un contrato valorado en 62 millones de euros (80.5 millones de dólares) emitido por Eiffage, mientras que el fabricante indio de metal Tata Steel recibió un contrato de 50 millones de euros (65 millones de dólares) para el suministro de aproximadamente 50,000 Toneladas de rieles para el proyecto.
Finalmente el 2 de julio de 2017, el LGV Bretaña-Países del Loira se inauguró en una ceremonia presidida por el presidente francés Emmanuel Macron.